# Eutresis imeriensis
Eutresis imeriensis är en fjärilsart som beskrevs av Brown 1977. Eutresis imeriensis ingår i släktet Eutresis och familjen praktfjärilar. Inga underarter finns listade i Catalogue of Life.